# Comitato paralimpico nazionale camerunense
Il comitato paralimpico nazionale camerunese è un comitato paralimpico nazionale per lo sport per disabili del Camerun.